# 玉清昭应宫
玉清昭应宫，简称玉清宫是中国北宋时期宋真宗年间在东京汴梁修建的道观，用以供奉宋真宗在东封西祀活动中获取的天书。玉清宫始建于大中祥符二年（1009年）四月，大中祥符七年（1014年）建成，建造由丁谓任修玉清昭应宫使，劉承規与林特担任副使，耗费巨大。玉清宫主体建筑包括宝符阁、玉皇殿、圣祖正殿、安圣殿。宝符阁又名飞阁，安放玉刻天书，玉皇殿，安放玉皇大帝神像，圣祖正殿安放圣祖神像，安圣殿安放真宗死后玉容。宋仁宗天圣七年六月二十日夜（1029年）毁于火灾，仅剩长生、崇寿两殿。